# Санта-Крус-де-Бараона
Санта-Крус-де-Бараона (исп. Santa Cruz de Barahona) — город в Доминиканской Республике, также называемый Бараона.
Город Санта-Крус-де-Бараона находится на крайнем юго-западе Доминиканской Республики и лежит на побережье Карибского моря. Бараона расположилась примерно в 200 км от столицы Доминиканской республики Санто-Доминго. Бараона — самый крупный город полуострова и, соответственно, провинции Бараона. Координаты: 18° с.ш. -71° з.д. 

## Население
Город занимает 17 место по численности населения в своей стране. Население: 74 958 чел. 

## История
До прибытия европейцев территория была под контролем местного вождества Харагуа племени Таино. Скорее всего, уже тогда эта территория носила своё название, связанное с главным родом местных поселений. 
После захвата города отрядами Туссена Лувертюра Санта-Крус-де-Бараона в 1802 году включается в департамент Асуа и попадает под французское управление. После обретения Доминиканской Республикой независимости в 1858 году Бараона получила городской статус, вместе с тем здесь был организован военный порт. В период испанской оккупации с 1861 по 1865 обладала статусом «Командования вооружений» политического и военного правительства Асуа. В 1881 году в результате реформирования административного деления Бараона стала центром одноимённого морского округа, а в 1907 году — провинции.

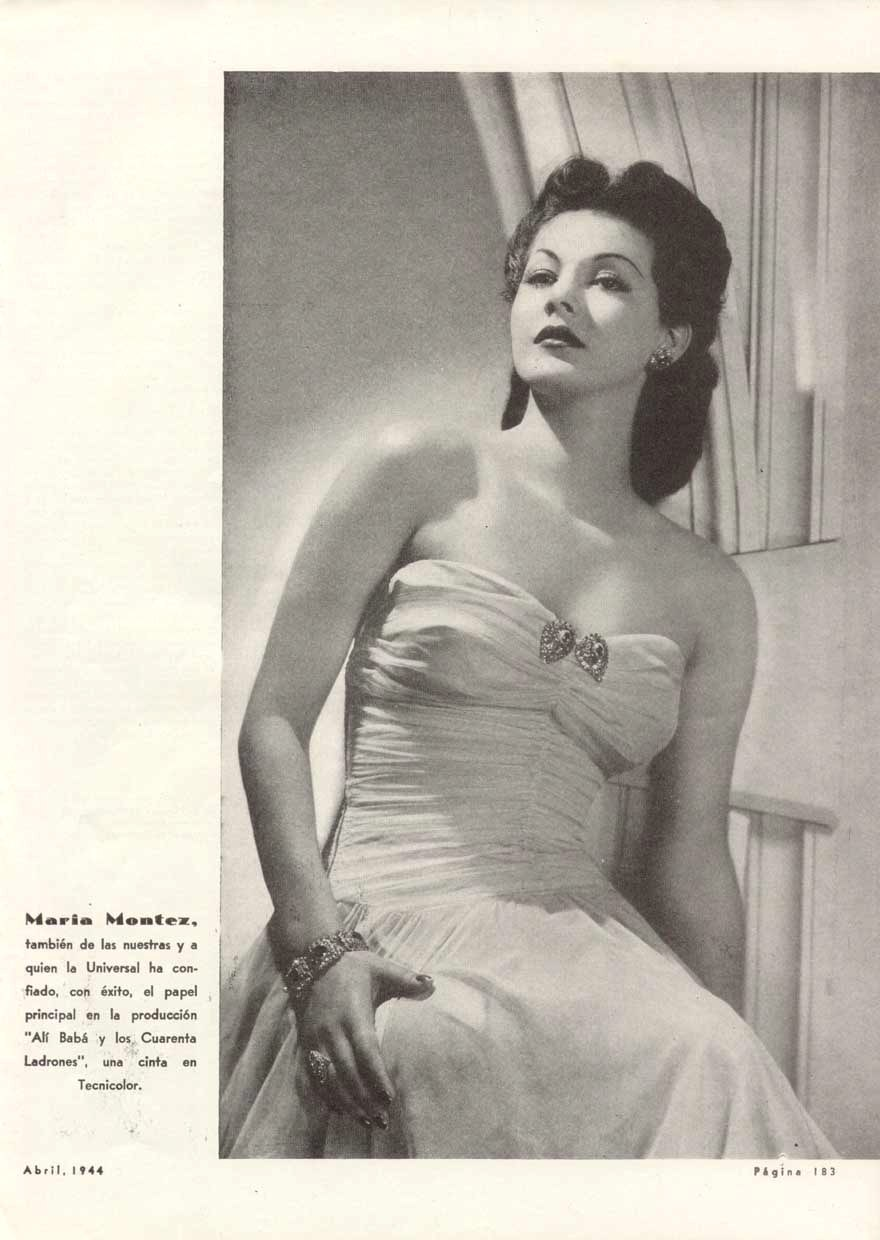
Актриса Мария Монтес, уроженка Бараоны

Санта-Крус-де-Бараона является родиной известной доминиканской певицы и актрисы Касандры Дамирон (1919—1983) и знаменитой американской и французской актрисы Марии Монтес (1912—1951).

## Статьи основного дохода
Основными статьями городских доходов являются выращивание в окрестностах Санта-Крус-де-Бараона плантационным способом сахарного тростника и его переработка. Санта-Крус-де-Бараона — один из центров экотуризма и рыболовства. Близ Бараоны также развито выращивание кофе, в городе существуют текстильные производства.

## Климат
Согласно классификации Кёппена, в Бараоне — тропический саванный климат. Температура, как правило, остается стабильной в течение всего года, при этом средняя температура колеблется от минимума 24,8 ° C (76,6 ° F) в январе до максимума 28,0 ° C (82,4 ° F) в июле. 
Что касается сухого и влажного сезонов, в Бараоне есть два отличительных влажных сезона с пиком осадков с мая по июнь, за которым следуют засушливая пора в июле и августе (из-за высокого уровня Азорских островов). Нахождение в центральной части Атлантического океана препятствует образованию облаков и дождя. Еще один пик осадков — с сентября по октябрь. Сухой сезон длится с декабря по апрель. Даже в более засушливые месяцы могут выпадать осадки, а в феврале выпадает чуть менее 30 мм (1,2 дюйма). Солнечных часов в году в среднем более 3200.

## Коммуникации
Имеется Международный аэропорт Мария Монтес (MARIA MONTEZ INTERNATIONAL AIRPORT), названный в честь известной актрисы и танцовщицы, популярной в 40-50 годы. Основными направлениями сообщения являются Сан-Хуан, Санто-Доминго-Изабэла, Майами и Нью-Йорк.

## Достопримечательности
Аномальная зона Поло Магнетико (Polo Magnetico). Одно из самых удивительных природных явлений на нашей планете, связанное с действием магнитного поля Земли, находится в 15 минутах езды от лагуны Кабраль. 
Полуостров Педерналес - это колоссальная территория на юго-западном побережье Доминиканы. Здесь находятся три национальных парка — Парк Харагуа, Парк Сьерра де Баорука и Парк Исла Кабритос. 

## Галерея видов Бараоны

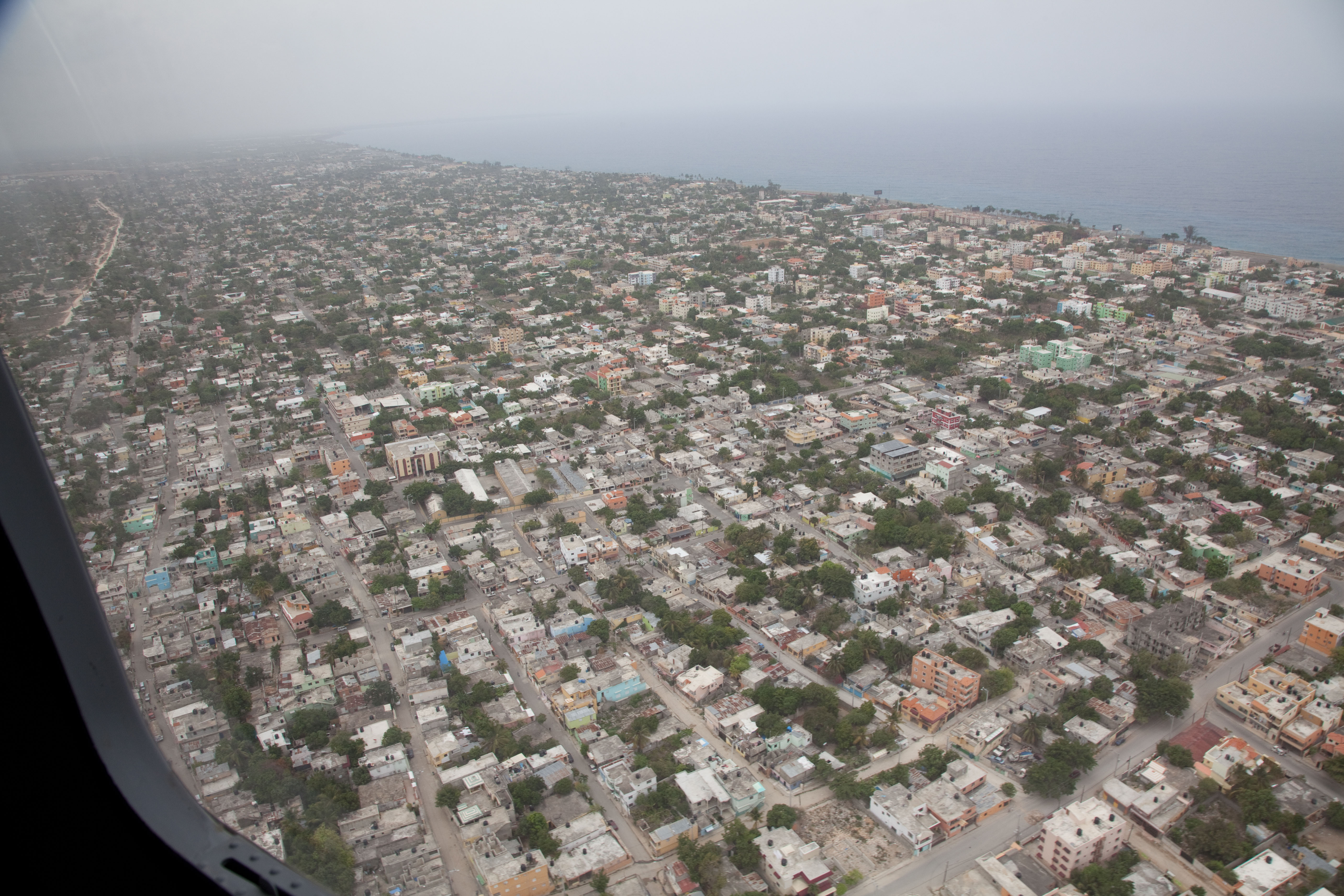
Бараона. Вид с высоты
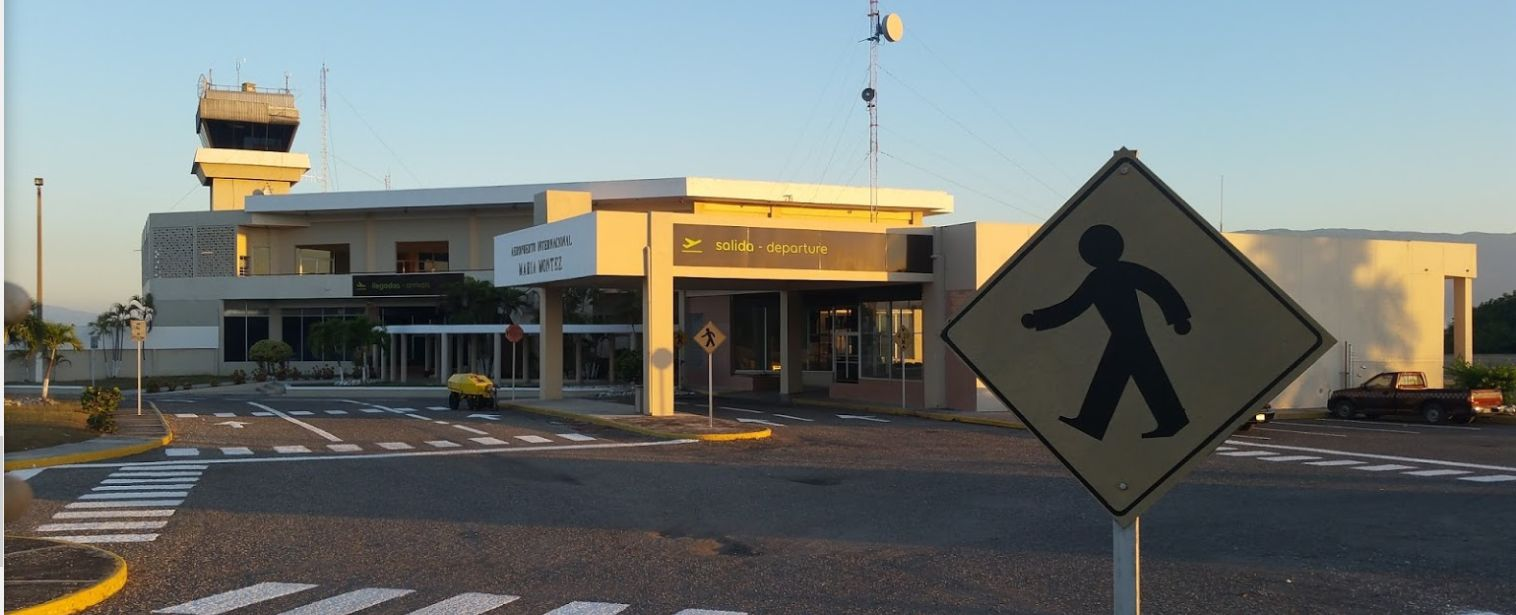
Международный аэропорт Мария Монтес
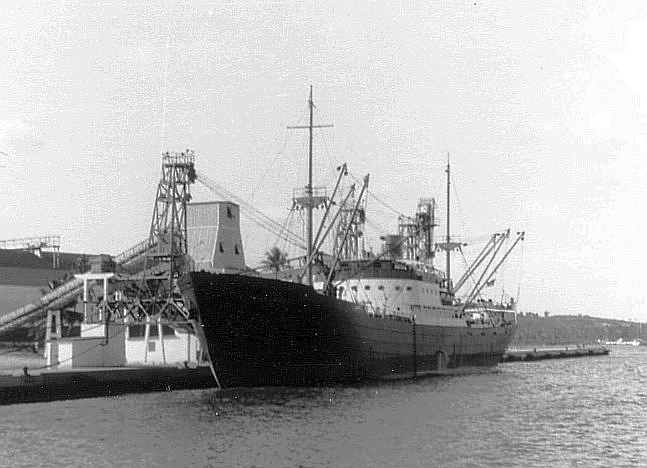
Немецкий сухогруз за погрузкой сахара в порту Бараоны.
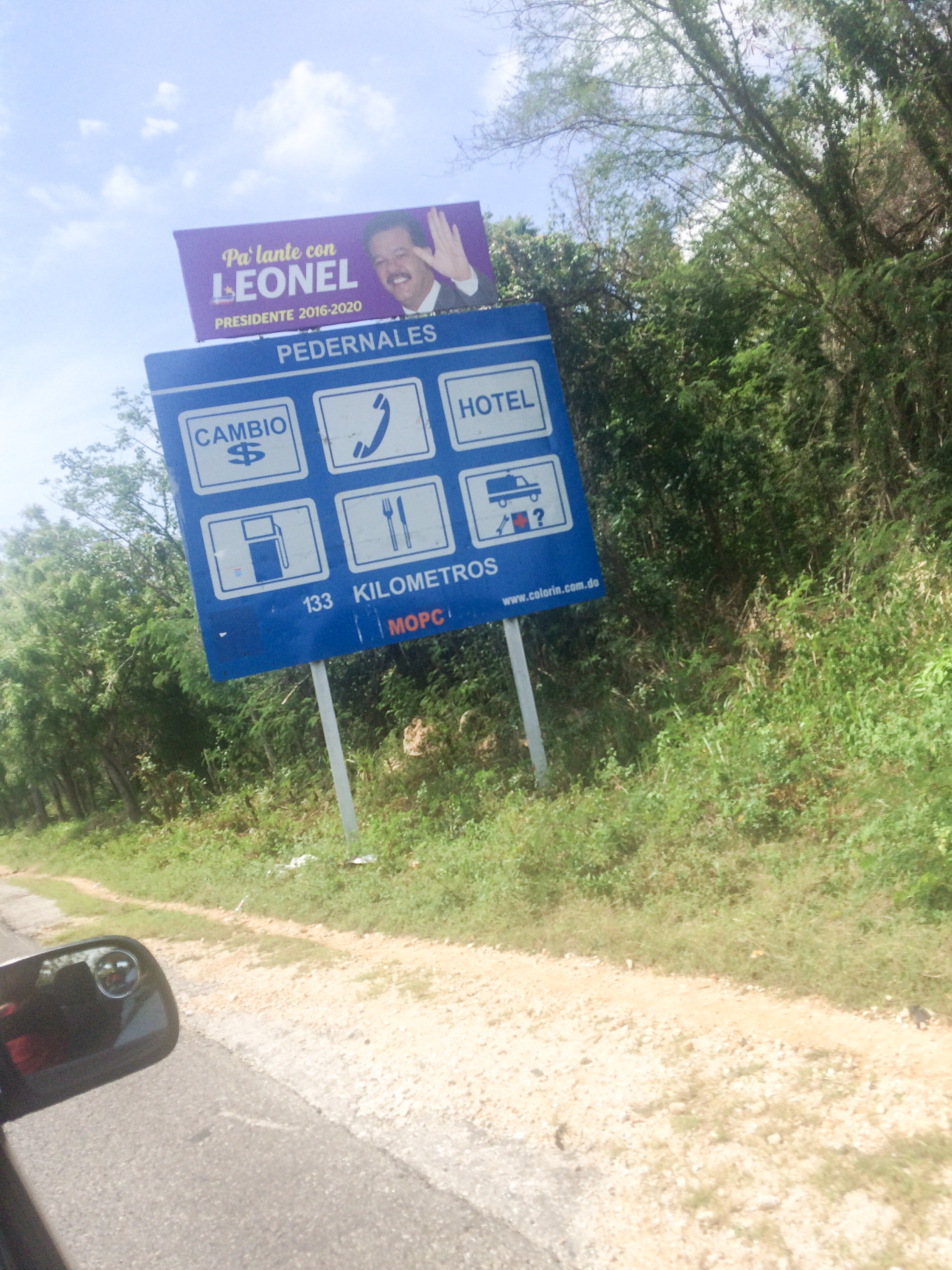
Дорожный щит на въезде в муниципалитет Бараоны
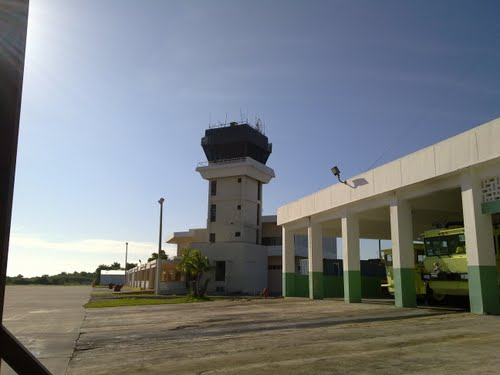
Аэропорт Мария Монтес